# Meckabornas bojkott mot hashimiterna
Meckabornas bojkott mot hashimiterna var en ekonomisk sanktion och social bojkott skapad av Meckas polyteister mot den islamiske profeten Muhammed. Den ägde rum 617, sju år efter att Muhammed tillkännagivit sitt profetskap. Den ledde till att Meckas muslimer och hashimiter tog sin tillflykt till Shi'b Abi Talib, en dal i Mecka,  där de levde under de tre år som blockaden varade. 
Bojkotten upphörde efter att Meckas polyteister hade gått till Kaba för att titta på förbundsavtalet för bojkotten då de såg att det mirakulöst hade ätits upp av termiter, förutom frasen "bismik allahumma" (i Ditt namn, å Gud).
Dalen Shi'b Abi Talib ägdes av Abd al-Muttalib och huset tillhörande profetens hustru Khadidja låg där.